# Platysodes jansoni
Platysodes jansoni är en skalbaggsart som beskrevs av Gilbert John Arrow 1910. Platysodes jansoni ingår i släktet Platysodes och familjen Cetoniidae. Inga underarter finns listade i Catalogue of Life.